# ヴィクトール・プルーヴェ

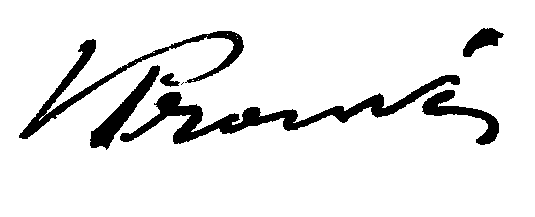

ヴィクトール・プルーヴェ（仏: Victor Prouvé 、1858年8月13日 - 1943年2月15日）はフランスの画家、彫刻家、版画家である。アール・ヌーボーにおける「ナンシー派」を代表するアーティストで、エミール・ガレのガラス工芸品のデザインなどもした。

## 略歴
フランスロレーヌ地方ナンシーで生まれた。ナンシーの国立工芸学校(École nationale supérieure d'art et de design de Nancy)で学んだ後、パリのエコール・デ・ボザールでアレクサンドル・カバネルに学んだ。ガラス工芸家のエミール・ガレや家具デザイナーのウジェーヌ・ヴァラン(Eugène Vallin)、ファッションデザイナーのフェルナン・クルテクス(Fernand Courteix)にデザインを提供し、「Daum Frères(ドーム兄弟)」のような工芸家の工芸企業の創業に重要な役割を果たした。
1888年にチュニジアを旅し、多くのスケッチを持ち帰り、その後の作品に生かされた。

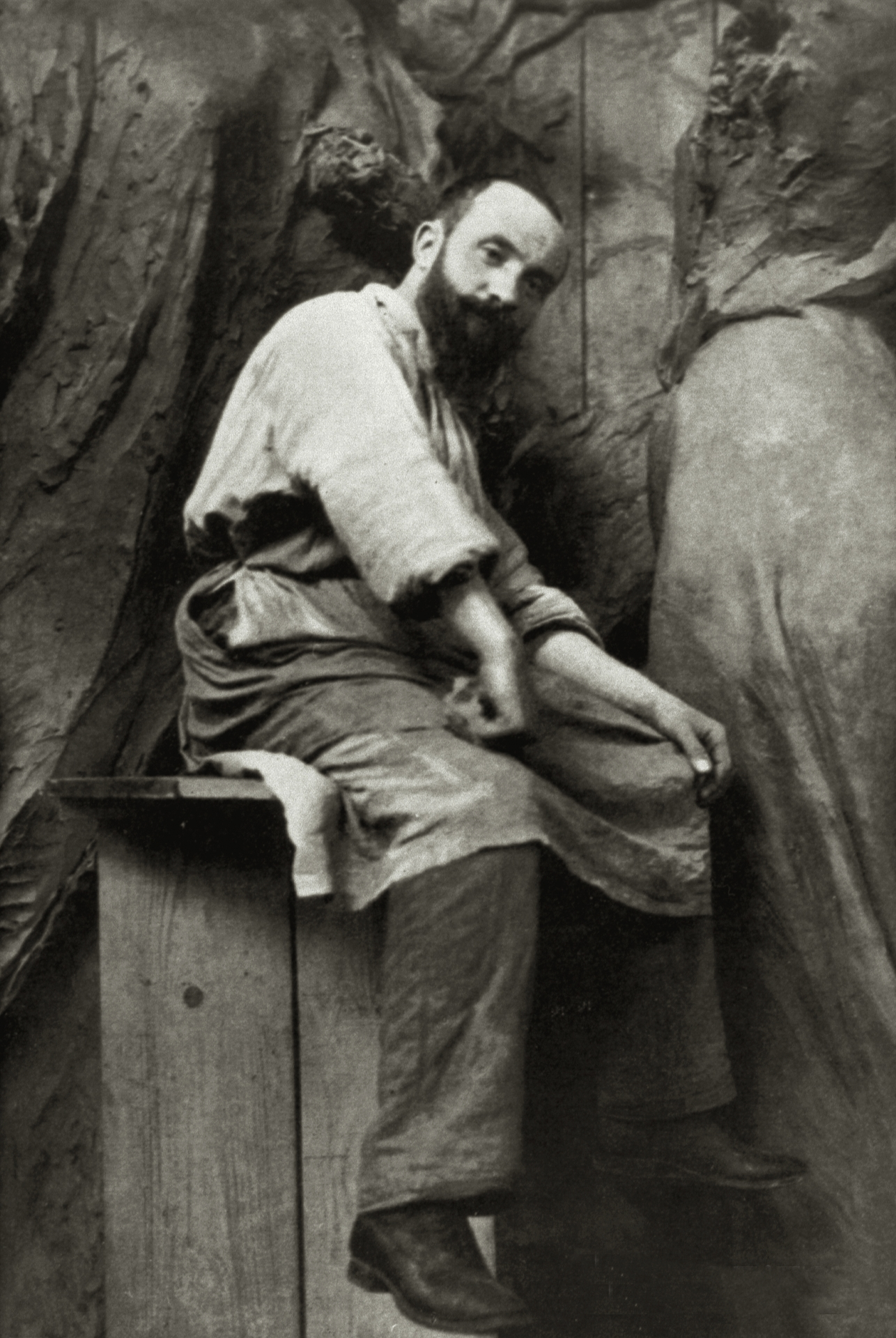
1897年

1898年にマリエ・プルーヴェ(Marie Prouvé)と結婚し、息子のジャン・プルーヴェは建築家、家具デザイナー、アンリ・プルーヴェ(Henri Prouvé)は、建築家として知られている。

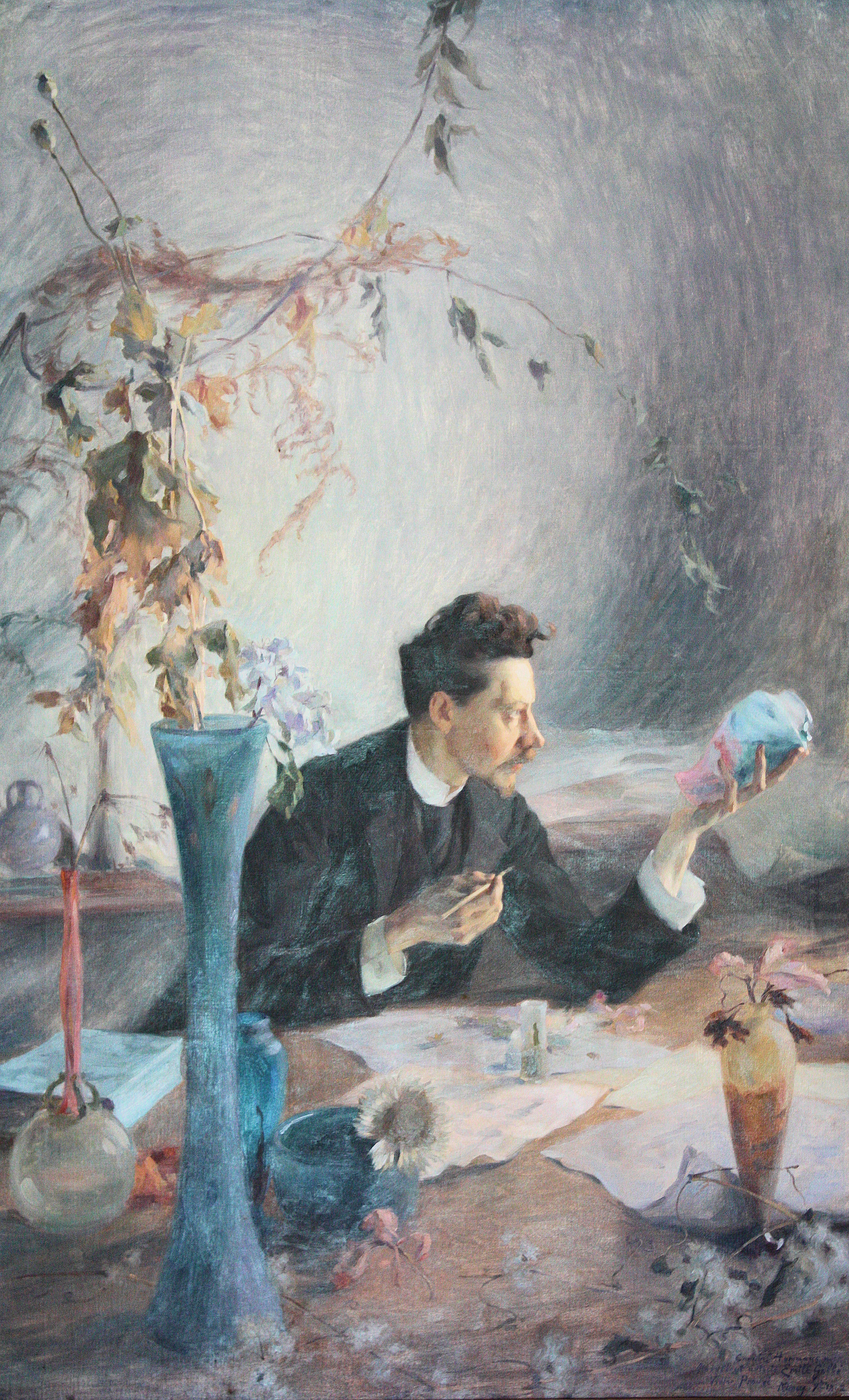
ヴィクトール・プルーヴェ画「エミール・ガレの肖像」

1904年にエミール・ガレが亡くなった後、ガレの工房の経営を引き継いだ。
1919年から1940年までナンシーの国立工芸学校の校長を務めた。レジオンドヌール勲章（オフィシエ）を受勲した。

## 作品

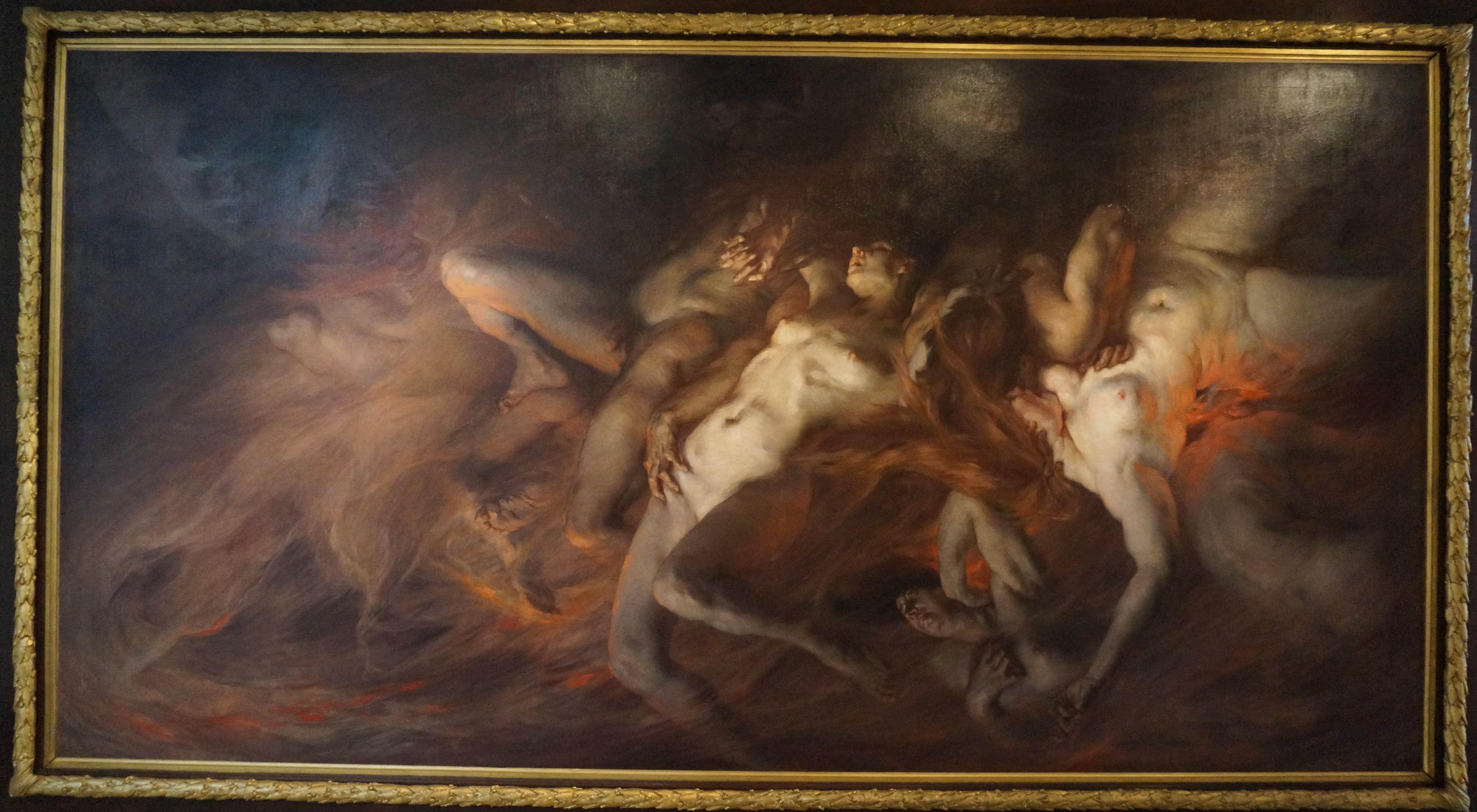
"Les Voluptueux" (1889)
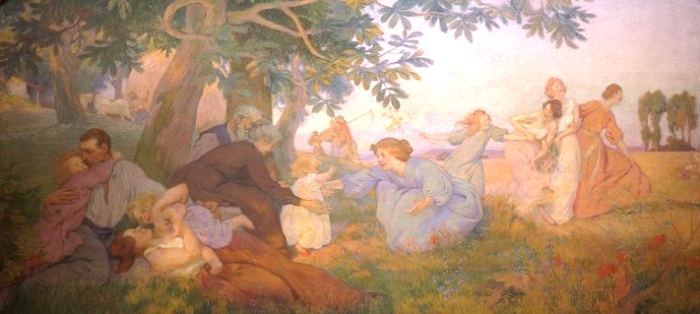
"La joie de vivre"
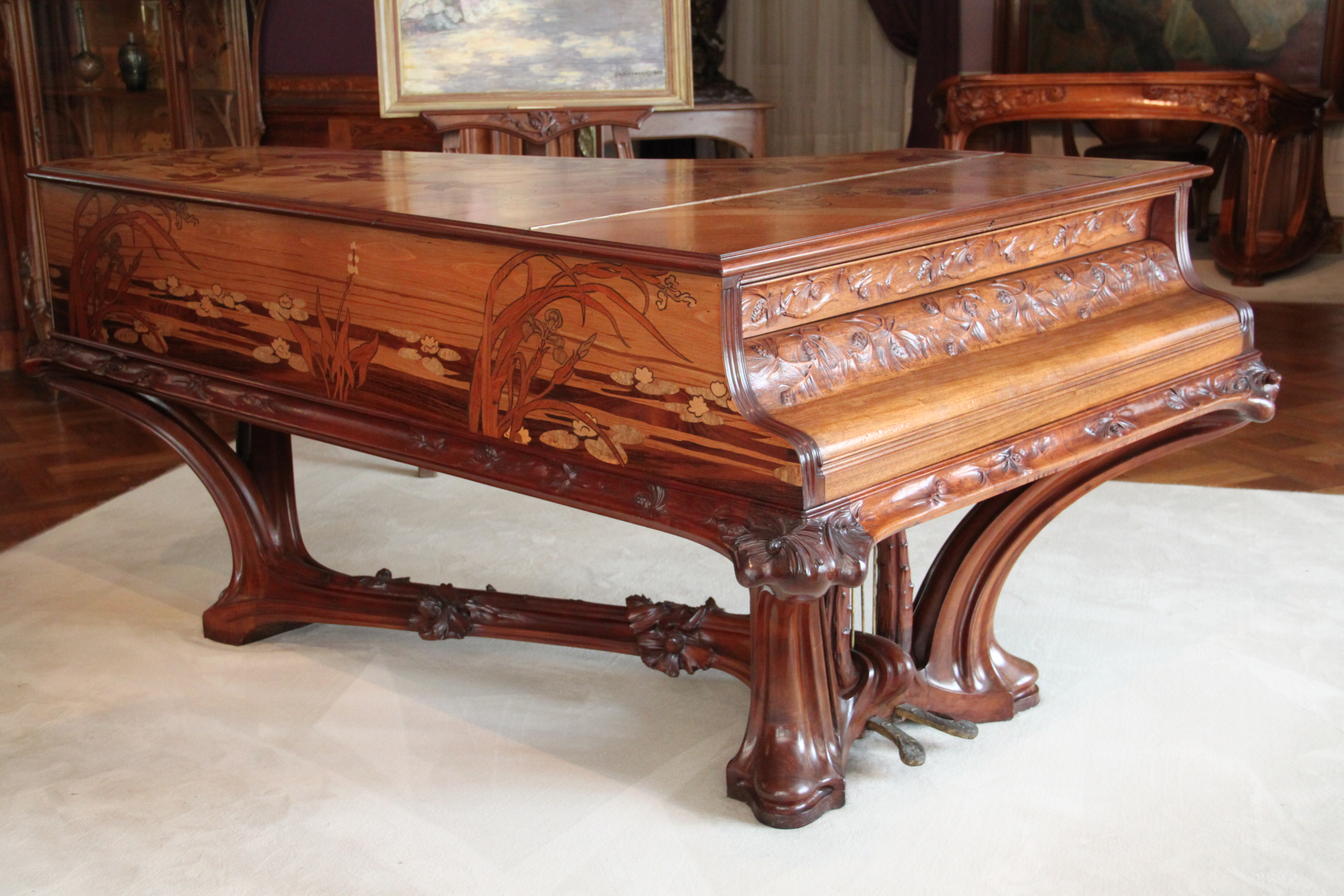
ピアノの装飾

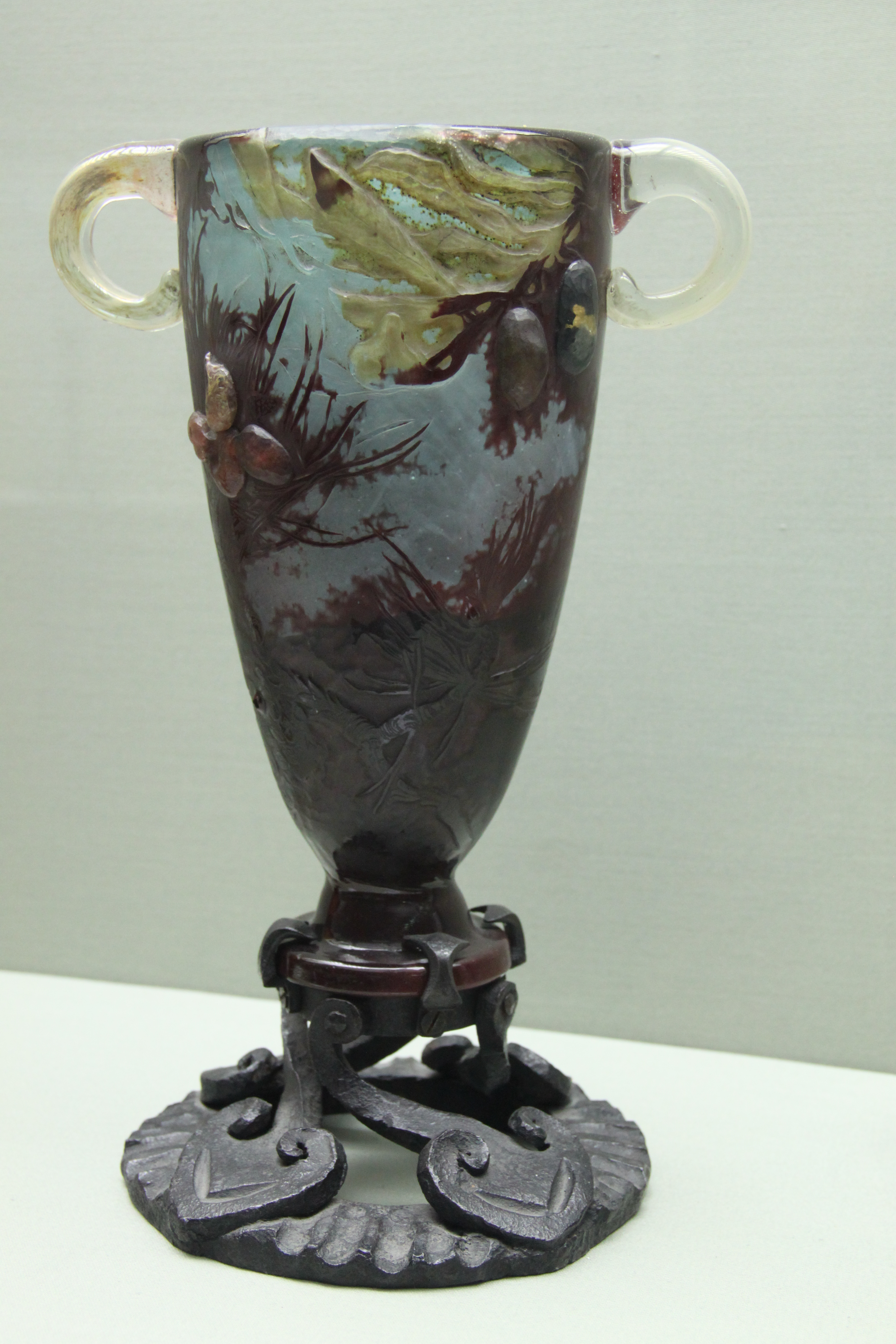
ガレのガラスの工芸品
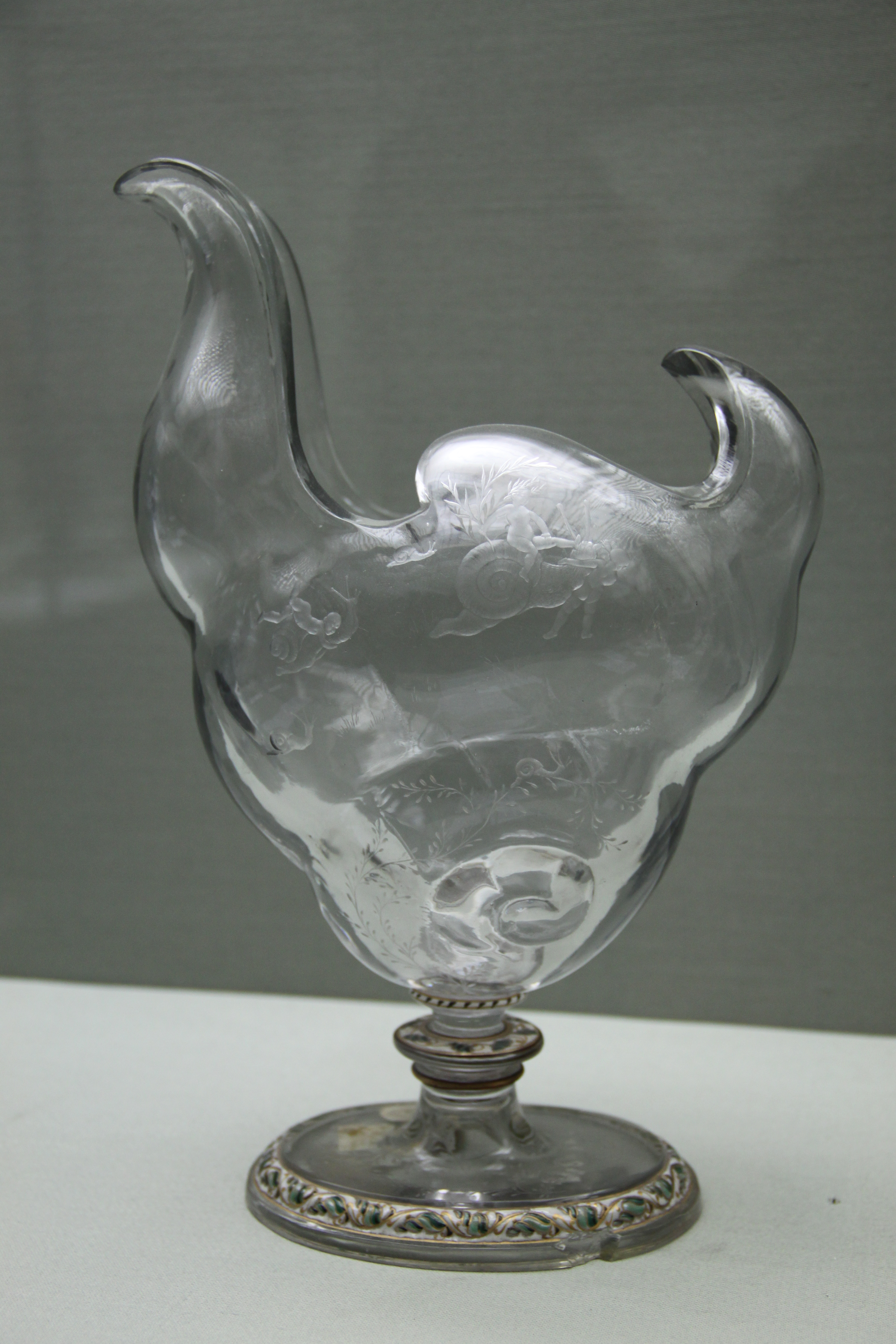
ガレのガラスの工芸品
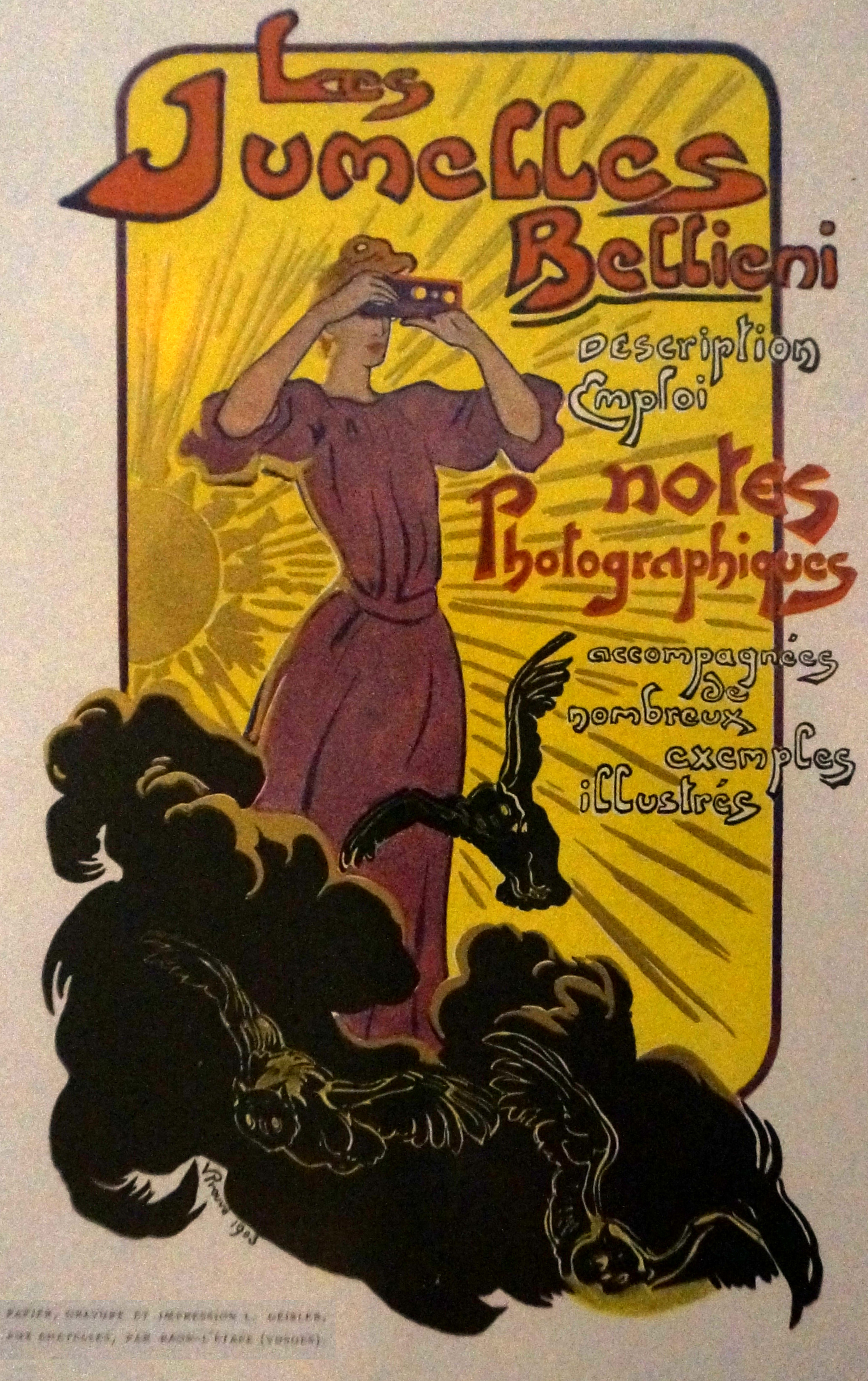
ポスター
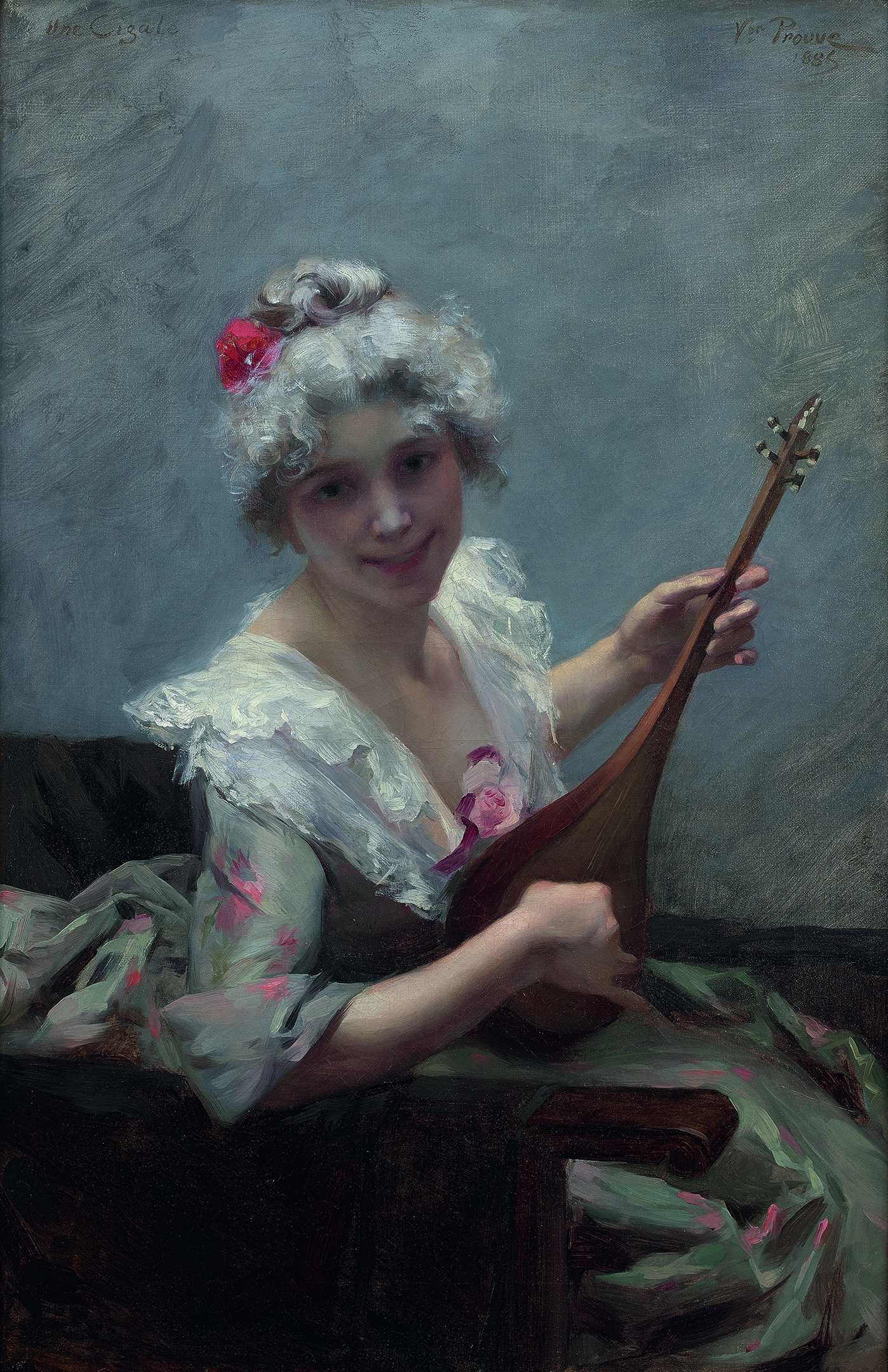
"Une cigale" (1885)